# 吴昌洁
吴昌洁（1994年11月—），女，贵州贵阳人，汉族，中国共产党党员。中国人民解放军陆军第75集团军下士、第十三届全国人民代表大会解放军和武警部队代表。

## 生平
吴昌洁在2013年入伍，曾是中国人民解放军陆军第75集团军某特战旅女子特战队队员。2017年，参加“科瓦里—2017”中澳美陆军技能联合训练，成为中国首次派出的女军人。吴昌洁被授予代表澳军四大精神之一的“尊重”奖杯。荣立二等功。
2018年，吴昌洁以陆军某旅通信连下士身份被选为解放军和武警部队出席第十三届全国人民代表大会代表。2019年9月，获得进入中国人民解放军陆军工程大学学习的机会，就读于通信工程专业。